# Anas castanea
La cerceta castaña o cerceta de pecho castaño (Anas castanea), es una especie de ave anseriforme de la familia Anatidae nativa del sur de Australia.

## Descripción
Esta ave es un poco más oscura y más grande que la cerceta gris, el macho tiene la cabeza de color verde distintivo y el cuerpo manchado de marrón. La hembra tiene la cabeza marrón y el cuerpo manchado del mismo color, las hembras son casi idénticas en apariencia a la cerceta gris.

## Distribución y hábitat
La cerceta castaña se distribuye comúnmente en el sureste y suroeste de Australia. Tasmania y el sur de Victoria son baluarte de la especie, mientras que algunas aves vagabundas pueden llegar tan al norte como Nueva Guinea y la Isla de Lord Howe, prefiere estuarios costeros y humedales y es indiferente a la salinidad. 